# Ритмичка гимнастика на Летњим олимпијским играма 2008.
Ритмичка гимнастика на Летњим олимпијским играма 2008. одржана је у две дисциплине: појединачни и екипни вишебој. Такмичење је одржано од 21. до 24. августа у Спортској хали Универзитета за технологоју у Пекингу.

## Сатница такмичења
| Датум               | Време         | Дисциплина                         |
| ------------------- | ------------- | ---------------------------------- |
| Четвртак 21. август | 18:00 - 20:30 | Вишебој полјединачно квалификације |
| Четвртак 21. август | 20:30 - 21:30 | Вишебој екипно квалификације       |
| Петак 22. август    | 18:00 - 20:30 | Вишебој полјединачно квалификације |
| Петак 22. август    | 20:30 - 21:30 | Вишебој екипно квалификације       |
| Субота, 23. август  | 18:00 - 20:00 | Вишебој полјединачно финале        |
| Недеља, 24. август  | 11:00 - 12:15 | Вишебој екипно финале              |

## Квалификације
За такмичења на олипијским играма било је места за 24 такмичарке у појединачној и 12 екипа по шест такмичарки у екипној конкуренцији укупно 96. Квалификовало се се на основу пласмана на Светском првенству 2007. одржаном у Патрасу 
од 19. до 21. септембра 2007. Појединачно, 24 места се додељују: 20 по пласману у првенству и 4 по позиву (3 позивнице ФИГа и 1 позивница Трипартитне комисије). Екипно 10 најбољих екипа са светског првенства и 2 по позиву ФИГ-а (Међународна гимнастичарска федерација).
| Појединачно                |                                                      | |
| Појединачно такмичење      | У првих 20 са СП 2007. 2 две гимастичарке из екипа   | Русија · Белорусија · Бугарска · Израел · Азербејџан · Украјина                                    |
| Појединачно такмичење      | У првих 20 са СП 2007. 1 једна гимастичарка из екипа | Канада · Шпанија · Грчка · Јужна Кореја · Казахстан · Аустрија · Естонија · Пољска                 |
| Позивница ФИГ              | 1 гимастичарка из екипа                              | Кина · Јужноафричка Република · Аустралија                                                         |
| Позив Трипартитне комисије | 1 гимнастичарка                                      | Зеленортска Острва                                                                                 |
| Екипно                     |                                                      | |
| Екипно такмичење           | Првих 10 са СП 2007.                                 | Русија · Италија · Белорусија · Бугарска · Шпанија · Израел · Јапан · Украјина · Кина · Азербејџан |
| Позивница ФИГ              | 2 екипе                                              | Бразил · Грчка                                                                                     |

## Земље учеснице
Учествовало је 96 ритмичких гимнастичарки из 21 земље.
| - Аустралија 1+0 - Аустрија 1+0 - Азербејџан 2+6 - Белорусија 2+6 - Бугарска 2+6 - Бразил 0+6 - Естонија 1+0 | - Грчка 1+6 - Италија 0+6 - Израел 2+6 - Јапан 0+6 - Јужноафричка Република 1+0 - Јужна Кореја 1+0 - Канада 1+0 | - Казахстан 1+0 - Кина 1+6 - Пољска 1+0 - Русија 2+6 - Шпанија 1+6 - Украјина 2+6 - Зеленортска Острва 1+0 |

## Освајачи медаља
| Дисциплина          | | Резултат |                                                                                      | Резултат | | Резултат |
| Вишебој појединачно | Јевгенија Канајева · Русија                                                                                           | 75,700   | Ина Жукова · Белорусија                                                              | 71,925   | Ана Бесонова · Украјина | 71,875   |
| Вишебој екипно      | Русија · Маргарита Алијчук · Ана Гавриленко · Татјана Горбунова · Јелена Посевина · Дарија Ширухина · Наталија Зујева | 35.550   | Кина · Cai Tongtong · Chou Tao · Lü Yuanyang · Sui Jianshuang · Sun Dan · Zhang Shuo | 35,225   | Белорусија · Олесја Бабушкина · Анастасија Иванкова · Ксенија Санкович · Зинаида Лунина · Глафира Мартинович · Алина Тумиловић | 34.900   |

## Биланс медаље
| Ранг | Држава     |   |   |   | Укупно |
| ---- | ---------- | - | - | - | ------ |
| 1    | Русија     | 2 |   |   | 2      |
| 2    | Белорусија | 0 | 1 | 1 | 2      |
| 3    | Кина       |   | 1 |   | 1      |
| 4    | Украјина   |   |   | 1 | 1      |
|      | Укупно (4) | 2 | 2 | 2 | 6      |